# Ulf Christian Ewert
Ulf Christian Ewert (* 10. Juni 1966 in Graz) ist ein deutscher Historiker mit Forschungsschwerpunkten in der mittelalterlichen, frühneuzeitlichen und Wirtschaftsgeschichte.

## Leben
Ewert studierte Betriebswirtschaftslehre, Geschichte, Politikwissenschaft und Soziologie an der Universität Kiel und schloss sein Studium 1994 als Diplom-Kaufmann ab. Von 1995 bis 1997 war er Promotionsstipendiat der Studienstiftung des deutschen Volkes, 1999 wurde er bei Werner Paravicini in Kiel in mittelalterlicher Geschichte promoviert. Anschließend war er Postdoktorand am Max-Planck-Institut für demografische Forschung in Rostock (1999–2001) sowie Wissenschaftlicher Mitarbeiter am Seminar für Wirtschaftsgeschichte der Ludwig-Maximilians-Universität München (2001–2003). Von 2003 bis 2009 arbeitete er an der Technischen Universität Chemnitz, wo er sich 2008 habilitierte. Im Sommersemester 2009 war Ewert Professurvertreter an der Martin-Luther-Universität Halle-Wittenberg. Von Oktober 2009 bis Ende 2011 war Ewert Lehrkraft für besondere Aufgaben im Lehrgebiet Mittelalterliche Geschichte an der Helmut-Schmidt-Universität/Universität der Bundeswehr Hamburg. Er vertritt den Lehrstuhl für Sozial- und Wirtschaftsgeschichte an der Universität Münster und ist wissenschaftlicher Mitarbeiter im dortigen Exzellenzcluster Religion & Politik.

## Schriften (Auswahl)
- Die Itinerare der burgundischen Herzöge aus dem Hause Valois. Eine kliometrische Untersuchung zum Wandel von Itinerarstruktur und Herrschaftsform im Spätmittelalter. Scripta-Mercaturae-Verlag, St. Katharinen 2003, ISBN 3-89590-137-7 (Dissertation, Universität Kiel, 1999).
- The Biological Standard of Living on the Decline: Episodes from Germany during Early Industrialisation. In: European Review of Economic History. Jg. 10 (2006), S. 51–88.
- (Hrsg. zusammen mit Stephan Selzer) Ordnungsformen des Hofes. Ergebnisse eines Forschungskolloquiums der Studienstiftung des deutschen Volkes. Residenzen-Kommission der Akademie der Wissenschaften zu Göttingen, Kiel 1997.
- (Hrsg. zusammen mit Stephan Selzer) Menschenbilder – Menschenbildner. Individuum und Gruppe im Blick des Historikers. Akademie-Verlag, Berlin 2002, ISBN 3-05-003753-9.
- Leben und Überleben in einer malthusianischen Welt. Studien zum Lebensstandard in der Vormoderne. 2007 (Habilitationsschrift, TU Chemnitz, 2008).
- mit Marco Sunder: Modeling Maritime Trade Systems. Agent-Based Simulation and Medieval History. In: Historical Social Research, 43 (2018) 1, S. 110–143. doi:10.12759/hsr.43.2018.1.110-143.